# Айтел Фридрих фон Хоенцолерн (1582–1625)
Айтел Фридрих фон Хоенцолерн (на немски: Eitel Friedrich von Hohenzollern; * 26 септември 1582, Зигмаринген; † 19 септември 1625, дворец Ибург) от Хоенцолерн-Зигмаринген, е кардинал и от 1623 до 1625 г. епископ на Оснабрюк.

## Живот
Той е вторият син на граф Карл II фон Хоенцолерн-Зигмаринген (1547 – 1606) и първата му съпруга Евфросина фон Йотинген-Валерщайн (1552 – 1590), дъщеря на граф Фридрих V фон Йотинген-Йотинген-Валерщайн. По-големият му брат е граф и княз Йохан фон Хоенцолерн-Зигмаринген (1578 – 1638).
Айтел Фридрих е ръкоположен на четири години, следва в Йезуитския университет в Рим. През 1610 г. е декан на домкапитела на Кьолн, 1612 г. каноник. Той става най-значим съветник на курфюрста и архиепископа на Кьолн Фердинанд Баварски. През 1621 г. е номиниран на курия-кардинал. На 18 април 1623 г. е избран за епископ на Оснабрюк, но живее в дворец Ибург. През 1624 г. той въвежда Григорианскиия календар.